# Emiko Kubo
Pour les articles homonymes, voir Kubo.
Emiko Kubo (久保 恵美子, Kubo Emiko), née le 28 décembre 1966, est une joueuse internationale de football japonaise.

## Biographie
Le 6 septembre 1981, elle fait ses débuts avec l'équipe nationale japonaise, lors d'un match contre l'équipe d'Angleterre. 
Elle compte quatre sélections en équipe nationale du Japon entre 1981 et 1984.

## Statistiques
Le tableau ci-dessous présente les statistiques de Emiko Kubo en équipe nationale :
| Équipe du Japon | Équipe du Japon | Équipe du Japon |
| Année           | Matchs          | Buts            |
| --------------- | --------------- | --------------- |
| 1981            | 1               | 0               |
| 1982            | 0               | 0               |
| 1983            | 0               | 0               |
| 1984            | 3               | 0               |
| Total           | 4               | 0               |